# 佐是
佐是（さぜ）は、千葉県市原市の南総地区にある大字。郵便番号は290-0223。

## 地理
市原市南部、養老川中流左岸（西岸）にある大字で、地域には水田が広がっている。北に上原、妙香（一部）と隣接し、養老川を隔てて東に妙香、東南に奉免・牛久と隣接する。南は皆吉、南西に西国吉、北西は馬立と接している。

## 歴史

### 前近代
当地は古い土地とみられ 、佐是古墳群がある。『和名抄』によれば、上総国海上郡に所在する8つの郷のうちに「佐是郷」がある。なお、「佐是」の地名は写本によって「佐三」や「佐弖」と記されることがある。
『地理志料』によれば、出雲国佐世郷から出雲宿禰の一族が移住したために佐是という地名になったという。
『上総国町村誌』によれは、「中古」には沼田庄友田村と称したという。
源頼朝が安房国から北上した際に当地の友田氏の館で休息し、手綱を清めたことから「手綱館」と呼んだという伝説がある。このことから佐是と牛久の間を流れる養老川は「手綱川」の名で呼ばれたといい、手綱橋に名を残している。

#### 中世の佐是郡
律令郡制が崩壊すると、海上郡は海北郡（海保郡）や佐是郡といった中世的郡単位へと細分化された。広域地名としての「佐瀬郷」ないし「佐是郡」は、現在の皆吉・矢田・池和田なども含んでいたようである。
佐是の南部には佐是城（嶽城とも）という城がある。鎌倉時代に佐是禅師円阿が当地に館を構えたのが始まりという。戦国時代の天文年間（1532年 - 1555年）に、武田信長の三男・武田国信（佐瀬三郎）によって築かれたとともされる。のちに武田国信は里見氏によって滅ぼされた。

#### 近世
江戸時代、この村は「佐瀬村」と表記された（「佐是村」も用いられた）。
明治初年の時点で牛久との間に渡船場があった。

### 近代
慶応4年/明治元年（1868年）7月、いったんは安房上総知県事所属となるが、9月に菊間藩領となり、11月に鶴舞藩領に移管される。明治4年（1871年）、廃藩置県と府県統合により、鶴舞県から木更津県所属となる。
1873年（明治6年）、千葉県が発足するとその所属となる。1878年（明治11年）には西国吉・岩崎・栢橋・寺谷とともに連合戸長役場を編成した。
1889年（明治22年）、町村制施行に伴い明治村が発足し、「佐是」はその大字となった。
1924年（大正13年）、明治村は町制を施行し牛久町になる。

## 世帯数と人口
歴史的に「佐是（佐瀬）村」あるいは「佐是」（現代の「佐是」の範囲と一致するとは限らない）の戸数・人口として以下のような数字が挙げられている。
- 1793年（寛政5年） - 家数106（『上総国村高帳』）[19]
- 1886年（明治19年） - 戸数98、人口472（『上総国町村誌』）[9][注釈 3]
- 1891年（明治24年） - 戸数103、人口521[22]

2022年（令和4年）4月1日現在の世帯数と人口は以下の通りである。
| 町丁字 | 世帯数  | 人口  |
| ------ | ------- | ----- |
| 佐是   | 321世帯 | 723人 |

## 通学区域
市立小学校・市立中学校及び県立高等学校の通学区域は以下の通りである。
| 町丁字 | 区域 | 小学校             | 中学校             | 高等学校 |
| ------ | ---- | ------------------ | ------------------ | -------- |
| 佐是   | 全域 | 市原市立牛久小学校 | 市原市立南総中学校 | 第9学区  |

## 交通

### 鉄道
域内を小湊鉄道線（馬立駅―上総牛久駅間）が通過するが駅はない。

### 道路
- 国道297号（大多喜街道）

## 施設
- 佐是運動公園
- 手綱川公園
- 市原市佐是土地改良区
- 市原市消防団南総支団 第16分団詰所
- 光福禅寺（曹洞宗）
- 八幡神社 - 字宮作に所在[9]。旧社格は郷社[9]。
- 妙見神社
- 市原市農協南部営農センター 佐是ライスセンター